# Werner Kopp
Charles Werner Kopp (Rorschach, 25 agosto 1902 – 2000) è stato un nuotatore e pallanuotista svizzero.

## Carriera
Ha fatto parte della Svizzera che ha partecipato ai Giochi di Parigi 1924, nel torneo di pallanuoto, e nel nuoto gareggiando nei 100m sl.
Ha disputato il torneo di pallanuoto anche ai Giochi di Berlino 1936.